# Monochelus pulcher
Monochelus pulcher är en skalbaggsart som beskrevs av Louis Albert Péringuey 1885. Monochelus pulcher ingår i släktet Monochelus och familjen Melolonthidae. Inga underarter finns listade i Catalogue of Life.